# Dragomirești (Vaslui)
Pour les articles homonymes, voir Dragomirești.
Dragomirești est une commune du județ de Vaslui en Roumanie.